# Света Ана (Ђурђевац)
Света Ана (хрв. Sveta Ana) је насељено место у саставу града Ђурђевац, Копривничко-крижевачка жупанија, Хрватска.

## Историја
До територијалне реорганизације у Хрватској била је у саставу старе општине Ђурђевац.

## Становништво
У попису становништва из 2011. године, Света Ана је имала 99 становника.
| Број становника према пописима | Број становника према пописима | Број становника према пописима | Број становника према пописима | Број становника према пописима | Број становника према пописима | Број становника према пописима | Број становника према пописима | Број становника према пописима | Број становника према пописима | Број становника према пописима | Број становника према пописима | Број становника према пописима | Број становника према пописима | Број становника према пописима | Број становника према пописима |
| ------------------------------ | ------------------------------ | ------------------------------ | ------------------------------ | ------------------------------ | ------------------------------ | ------------------------------ | ------------------------------ | ------------------------------ | ------------------------------ | ------------------------------ | ------------------------------ | ------------------------------ | ------------------------------ | ------------------------------ | ------------------------------ |
| 1857                           | 1869                           | 1880                           | 1890                           | 1900                           | 1910                           | 1921                           | 1931                           | 1948                           | 1953                           | 1961                           | 1971                           | 1981                           | 1991                           | 2001                           | 2011                           |
| 236                            | 261                            | 260                            | 305                            | 309                            | 289                            | 233                            | 282                            | 238                            | 232                            | 224                            | 208                            | 180                            | 153                            | 128                            | 99                             |

Напомена: Године 1971. и 1981. исказивано под именом Ана.